# Суд над чиказькою сімкою
«Суд над чиказькою сімкою» (англ. The Trial of the Chicago 7) — американська судова драма Аарона Соркіна. У фільмі знімалися Саша Барон Коен, Едді Редмейн, Яг'я Абдул-Матін II, Джеремі Стронґ, Марк Райланс, Джозеф Гордон-Левітт, Кельвін Гаррісон-молодший, Френк Ланджелла, Вільям Герт і Майкл Кітон. Фільм розповідає про справу «Чиказької сімки», групи протестуючих проти війни у В'єтнамі, звинувачених у змові про перетин кордонів штату з метою підбурювання до заворушень на з'їзді Демократичної партії 1968 року в Чикаго.
Спочатку Соркін написав сценарій у 2007 році для Стівена Спілберга, який збирався зняти фільм в основному з маловідомими акторами. Після того, як страйк Гільдії письменників Америки 2007 року і заклопотаність з приводу бюджету змусили Спілберга піти з посади режисера, Соркін був оголошений режисером у жовтні 2018 року, і в тому ж місяці до нього приєдналася велика частина акторів. У липні 2020 року Соркін визнав, що Спілберг, який все ще продовжував працювати у фільмі як продюсер, раніше пропонував йому роль у виробництві фільму у 2006 році. Зйомки картини проходили восени 2019 року в Чикаго й околицях Нью-Джерсі.
Спочатку планувалося випустити фільм у кінотеатрах Paramount Pictures, права на нього були продані Netflix внаслідок триваючої пандемії COVID-19. Netflix випустив його в цифровому вигляді 16 жовтня 2020 року.

## Сюжет
Сюжет заснований на історії Чиказької сімки, групі з семи підсудних, обвинувачених федеральним урядом у змові, підбурюванні до безладів, пов'язаних з війною у В'єтнамі і протестами, які мали місце в Чикаго, штат Іллінойс, з нагоди Національного з'їзду Демократичної партії 1968 року.

## Акторський склад

### Чиказька сімка
- Едді Редмейн в ролі Тома Хейдена, лідера й одночасно президента молодіжного руху
- Саша Барон Коен в ролі Еббі Хоффмана, члена-засновника міжнародної Молодіжної партії (Йіппі)
- Алекс Шарп у ролі Ренні Девіса[en], національного організатора співтовариства для СДС
- Джон Керрол Лінч в ролі Девіда Деллінджера
- Джеремі Стронг в ролі Джеррі Рубіна, члена-засновника міжнародної Молодіжної партії (Йіппі)
- Ной Роббінс[en] в ролі Лі Вайнера[en]
- Деніел Флаерті у ролі Джона Фройнса

### Інші ролі
- Ях'я Абдул-Матін II в ролі Боббі Сила, національного голови партії «Чорна Пантера» і восьмого обвинуваченого
- Келвін Харрісон-молодший у ролі Фреда Хемптона, голови Іллінойського відділення партії «Чорна Пантера»
- Майкл Кітон у ролі екс-Генерального прокурора США Рамсея Кларка
- Френк Ланджелла в ролі судді Джуліуса Хоффмана
- Марк Райленс в ролі Вільяма Канстлера
- Джозеф Гордон-Левітт в ролі Річарда Шульца
- Бен Шенкман
- Дж. С. Маккензі

## Виробництво
У 2007 році письменник Аарон Соркін написав сценарій під назвою «Суд над Чикаго 7», заснований на судовому процесі у справі про змову так званої «Чиказької сімки». В інтерв'ю Vanity Fair в липні 2020 року Соркін заявив, що вперше дізнався про запланований фільм під час візиту в будинок Стівена Спілберга, заявивши, що Спілберг «сказав мені, що хоче зняти фільм про заворушення на з'їзді Демократичної партії 1968 року і наступним за цим судовому процесі». Він також заперечував, що знав, в якій ролі Спілберг хоче його бачити, заявивши: «Я пішов, не знаючи, про що він, чорт візьми, каже»
Продюсери Стівен Спілберг, Волтер Ф. Паркс і Лорі Макдональд спільно працювали над сценарієм Соркіна, а Спілберг мав намір поставити фільм. Саша Барон Коен спочатку був обраний на роль Еббі Хоффмана, в той час, як Спілберг пропонував Віллу Сміту роль Боббі Сіла і планував зустрітися з Гітом Леджером з приводу ролі Тома Хайдена. Страйк Гільдії письменників Америки, яка почалася в листопаді 2007 року і тривала 100 днів відклала зйомки, і проєкт був припинений. Пізніше Соркін продовжив переписувати сценарій для Спілберга, і режисер мав намір використовувати в основному невідомих акторів, щоб скоротити бюджет. За чутками, Пол Грінграсс і Бен Стиллер замінили Спілберга на посаді режисера, але проєкт не просунувся.
У липні 2020 року Vanity Fair повідомила, що Спілберг вирішив воскресити «Суд над чиказькою сімкою» «півтора року тому» У жовтні 2018 року Соркін був оголошений режисером. У грудні 2018 року зйомки були припинені внаслідок проблем з бюджетом. Paramount Pictures в кінцевому підсумку отримала права на розповсюдження. Внаслідок проблем, викликаних пандемією COVID-19, Paramount вирішила не показувати фільм в кінотеатрах і замість цього прийняла пропозицію продати права на розповсюдження Netflix за 56 мільйонів доларів.

## Кастинг
У жовтні 2018 року до акторського складу приєдналися Барон Коен і Едді Редмейн. У листопаді 2018 року приєднався до акторського складу Джонатан Мейджорс. У лютому 2019 року до акторського складу приєдналися Сет Роґен, Джозеф Гордон-Левітт і Алекс Шарп. Майкл Кітон також розглядався на роль. У серпні до акторського складу додалися Френк Ланджелла і Марк Райленс. У вересні Джеремі Стронг, замінив Роґена. У жовтні Яг'я Абдул-Матін II приєднався до акторського складу, щоб замінити Мейджора, з Кельвіном Харрісоном молодшим, Кітоном, Вільямом Гертом, Джей Сі Маккензі, Томасом Мідлдітчем, Максом Адлером і Беном Шенкманом.

## Зйомки
Основне виробництво повинне було початися у вересні 2019 року, але почалося в жовтні наступного року між Чикаго і Нью-Джерсі. Зйомки в окрузі Морріс, штат Нью-Джерсі, проходили в Хеннессі-холі, відомий як «Особняк», в Кампусі Флорхем Університету Ферлі Дікінсон і Хайленд-холі (розташованому в Хендерсон-холі), Грант-парку в Чикаго і в Санта-Марії в коледжі Святої Єлизавети.